# Trochalopteron variegatum
El charlatán variegado (Trochalopteron variegatum) es una especie de ave paseriforme de la familia Leiothrichidae propia del Himalaya occidental.

## Distribución y hábitat
El charlatán variegado se encuentra en altitudes bajas y medias del Himalaya occidental; distribuido por Afganistán, Pakistán, el norte de la India, Nepal y el suroeste de China.